# Morgan Nicholls
Morgan Daniel Nicholls (18 maart 1971) is een Engelse muzikant en de voormalige bassist van punkband Senseless Things. In 2000 bracht hij een solo-album Organized uit. Nicholls heeft daarnaast samengewerkt met The Streets, Gorillaz en Muse.
Na zijn solo-album speelde Nicholls enige tijd als bassist voor The Streets. In 2004 kwam hij in aanraking met Muse, toen hij Christopher Wolstenholme als bassist moest vervangen tijdens een optreden op het Virgin Festival. Na het uitbrengen van Black Holes and Revelations was Nicholls permanent te zien met Muse tijdens live-shows. Hij speelde bij de meeste nummers keyboard, maar ook incidenteel basgitaar. Voor Gorillaz was Nicholls de bassist tijdens hun studio-opnamen in 2005. De naam van het Gorillaz-figuur Murdoc Niccals is waarschijnlijk afgeleid van Nicholls' eigen naam.
Tijdens de sluitingsceremonie van de Olympische Zomerspelen 2012 was Nicholls samen met The Who te zien. Hij speelde basgitaar.

## Discografie

### Met Senseless Things
- 1989: Postcard C.V.
- 1991: The First of Too Many
- 1993: Empire of the Senseless
- 1995: Taking Care of Business

### Solo
- 2000: Organized
- 2012: Moonlight Rhino (EP)